# Колесников, Сергей Иванович (партийный деятель)
Сергей Иванович Колесников — советский хозяйственный, государственный и политический деятель.

## Биография
Родился в 1916 году в селе Графское. Член КПСС с 1939 года.
С 1933 года — на хозяйственной, общественной и политической работе. В 1933—1984 гг. — cекретарь комитета комсомола Харьковского электромеханического техникума, cекретарь комитета комсомола Харьковского электротехнического института, инженер-конструктор на заводе № 193, секретарь Тракторозаводского РК ВЛКСМ Челябинска, второй, первый секретарь Челябинского обкома ВЛКСМ, инспектор, заведующий сектором Дальнего Востока Отдела партийной информации Управления по проверке партийных органов ЦК ВКП(б), инструктор, заместитель заведующего
сектором, заведующий сектором комсомольских организаций, заведующий подотделом, заведующий сектором комсомольских органов ОППКО ЦК КПСС, заведующий сектором Отдела партийных органов по союзным республикам, заведующий сектором приема и обслуживания зарубежных партийных и общественных деятелей Отдела ЦК КПСС по связям с коммунистическими и рабочими партиями социалистических стран.
Умер в Москве после 1989 года.

## Деятельность
Возглавил работу по мобилизации молодежи в помощь фронту: формирование 96-й танковой бригады, сбор средств на подводные лодки «Ленинский комсомол», «Челябинский комсомолец» и «Магнитогорский комсомолец», организацию помощи комсомольцев в создании 10-го гвардейского добровольческого танкового корпуса.
В 1943 Колесников возглавил штаб комсомольской стройки 6-й доменной печи на ММК, которая была пущена в рекордно короткие сроки.